# Trypanosoma everetti
Espèce
Trypanosoma everetti est une espèce de la famille des Trypanosomatidae, parasitant au moins quelques espèces d'oiseaux, tels certains embérizidés.